# Province de l'Ogliastra
La province de l'Ogliastra (Provincia dell'Ogliastra ou provìntzia de Ogiastra en langue sarde) était le nom d'une province italienne de la région autonome de la Sardaigne, en Italie, créée par la loi régionale no 9 du 12 juillet 2001 dans le cadre d'une région redécoupée en 8 provinces. Avec moins de 60 000 habitants, elle était la province la moins peuplée d'Italie.
Elle faisait partie des 6 provinces italiennes qui comportaient au moins 2 chefs-lieux et a été active entre 2005 et 2016 quand elle est rattachée à la  province de Nuoro.

## Géographie
La province de l'Ogliastra comprenait le territoire de la région historique de l'Ogliastra, située dans la zone centro-orientale de la Sardaigne et donnant au sud et à l'est sur la mer Tyrrhénienne, qui faisait partie auparavant de la province de Nuoro. Le chef-lieu était Tortolì, la commune la plus peuplée du territoire et Lanusei.

## Histoire
La province de l'Ogliastra qui est instituée en 2001 est active entre 2005 et 2016 quand elle retourne sous la gestion administrative de la province de Nuoro.

## Culture

### Archéologie en Ogliastra
On trouve des domus de janas : 
- Domus de Janas du Mont Arista

Il existe de nombreux nuraghe dont : 
- nuraghe serbissi à Osini
- nuraghe Bau e Tanca à Talana ...
- Nuraghe Ardasai à Seui

Il existe des temples nuragiques comme :  
- Complexe nuragique de S'Arcu'e Is Forros à Villagrande Strisali

Il existe aussi le premier Parc archéologique de Selene en Sardaigne à Lanusei .

## Tourisme
Depuis 2021 , il existe une étape du festival du tourisme responsable ITACA au départ à Lanusei en septembre qui s'élargit petit à petit aux autres communes.

## Administration
Les 23 communes de cette province étaient  Arzana, Bari Sardo, Baunei, Cardedu, Elini, Gairo, Girasole, Ilbono, Jerzu, Lanusei, Loceri, Lotzorai, Osini, Perdasdefogu, Seui, Talana, Tertenia, Tortolì, Triei, Ulassai, Urzulei, Ussassai, Villagrande Strisaili. Leur détachement de la province de Nuoro est devenu effectif depuis les élections de mai 2005 quand la nouvelle province a été créée. Le premier président de la province est de centre-gauche (L'Union-L'Olivier).